# Nothobranchius flammicomantis
Nothobranchius flammicomantis – gatunek ryby z rzędu karpieńcokształtnych. Występuje w Tanzanii. Osiąga do 4,7 cm długości.